# 利馬內茨
利馬内茨（烏克蘭語：Лиманець），是烏克蘭南部赫爾松州赫尔松区达尔伊夫卡市镇内的村落。始建於1917年，面積125平方公里，海拔高度40米，2001年人口896，人口密度每平方公里7.2人。